# Мальчики-налётчики
«Мальчики-налётчики» (англ. Takers) — криминальный боевик режиссёра Джона Льюсенхопа, выпущенный в 2010 году. Рейтинг MPAA — PG-13. Премьера фильма в США состоялась 27 августа, в России — 4 ноября.

## Сюжет
Действие происходит в Лос-Анджелесе. Банда во главе с Джоном Рэвеем и Гордоном Козье осуществила несколько дерзких налётов. За бандой охотятся детективы Джек Уэллес и Эдди Хатчер. Во время последнего дела один член банды по кличке Призрак был пойман и попал в тюрьму. Пока он отсутствовал, его девушка Лилли начала встречаться с одним из его бывших сообщников Джейком.
Выйдя на свободу через 5 лет, Призрак возвращается в банду и предлагает уже через несколько дней осуществить «итальянское» ограбление инкассаторской машины. Сроки поджимают, но готовый план и хороший куш соблазняют бандитов. В кратчайшие сроки всё подготовлено, и в результате рассчитанного взрыва грузовик инкассаторов должен провалиться в помещение под одной из дорог в городе. Всё проходит не совсем по плану, и Джону приходится импровизировать разогнавшись и столкнув грузовик в проём. В итоге план налётчиков осуществляется, и они скрываются с выручкой через систему канализационных ходов. Детективы преследуют одного из бандитов, и, уходя от погони, он тяжело ранит Хатчера. Преступники собираются в номере отеля, и здесь выясняется, что они стали жертвой мести со стороны Призрака. Он не простил их измену и, считая, что его подставили, договорился за спиной своих бывших сообщников с русской преступной группировкой. Спешка в подготовке операции была вызвана тем, что нужно было опередить соперников, которые теперь также считают, что их обманули. Русские бандиты по наводке сбежавшего через окно в ванной Призрака врываются в номер отеля, и начинается перестрелка.
Уйти удаётся только Джону и Гордону. Джон догадывается, что следующий шаг Призрака — завладеть всеми деньгами с разбойного налёта. Гордон перехватывает Призрака, когда он в аэропорту попытался присвоить деньги. Появившийся некстати Джек отвлекает Гордона, и они оба оказываются ранены взаимным выстрелом. Убегающего Призрака убивает появившийся в последний момент Джон.

## В ролях
- Мэтт Диллон — Джек Уэллс
- Пол Уокер — Джон Рэвэй
- Идрис Эльба — Гордон Козье
- Джей Эрнандес — Эдди Хатчер
- Майкл Или — Джейк Аттика
- T.I. — Призрак
- Крис Браун — Джесси Аттика
- Хейден Кристенсен — A. J.
- Зои Салдана — Лилли
- Стив Харрис — лейтенант Карвер
- Мэрианн Жан-Батист — Наоми Козье
- Сулай Энао — Моника Хэтчер
- Глинн Тёрмен — Дункан, шеф детективов
- Гай Чарльз — Макс
- Владимир Тевловский — Итан
- Владимир Орлов — русский